# Hrabstwo Athens
Hrabstwo Athens (ang. Athens County) – hrabstwo w południowo-wschodniej części stanu Ohio w Stanach Zjednoczonych. Obszar całkowity hrabstwa obejmuje powierzchnię 508,44 mil2 (1 317,11 km²). Według danych z 2010 r. hrabstwo miało 64 757 mieszkańców.

## Sąsiednie hrabstwa
- Hrabstwo Perry, Ohio (północ)
- Hrabstwo Morgan, Ohio (północny wschód)
- Hrabstwo Washington, Ohio (wschód)
- Hrabstwo Wood, Wirginia Zachodnia (południowy wschód)
- Hrabstwo Meigs, Ohio (południe)
- Hrabstwo Vinton, Ohio (zachód)
- Hrabstwo Hocking, Ohio (północny zachód)

## Miasta
- Athens
- Nelsonville

## Wioski
- Albany
- Amesville
- Buchtel
- Chauncey
- Coolville
- Glouster
- Jacksonville
- Trimble

## CDP
- Hockingport
- Millfield
- New Marshfield
- Stewart
- The Plains